# Planodema bimaculatoides
Planodema bimaculatoides là một loài bọ cánh cứng trong họ Cerambycidae.